# Карельська складчастість
Карельська складчастість (рос. карельская складчатость; англ. Karelian folding; нім. karelische Faltung f) — остання інтенсивна складчастість докембрію східної частини Балтійського щита, яка в основному завершилася в межах 1900—1750 млн років тому.